# Waynesburg Yellow Jackets football
El programa de fútbol americano de los Waynesburg Yellow Jackets representa a la Universidad de Waynesburg, ubicada en Waynesburg, Pensilvania. El equipo compite en la División III de la NCAA y forma parte de la Conferencia Atlética de Presidentes.   El primer equipo de fútbol americano de la universidad se formó en 1895. Actualmente, los Yellow Jackets juegan como locales en el estadio John F. Wiley, con capacidad para 4.000 espectadores. Cornelius Coleman asumió el cargo de entrenador en jefe en diciembre de 2021.

## Historia
El primer partido en la historia del programa fue contra un equipo de club de la Universidad de West Virginia, en el que los Yellow Jackets se impusieron por 10-0. Más tarde, el 4 de diciembre de 1895, Waynesburg disputó su primer partido en casa, celebrado en el recinto ferial del condado de Greene (Greene County Fair Grounds). Aquel juego fue descrito como “una pelea de cerdos en un lodazal”.
Después de reanudar el programa en 1921, tras una pausa de cuatro años debido a la Primera Guerra Mundial, el entrenador Frank N. Wolf logró su primera victoria. Con el tiempo, se convertiría en el entrenador con más triunfos en la historia de la escuela, acumulando un récord de 65-63-10.  Waynesburg consiguió su primer título de la Conferencia Tri-State en 1924 y sumó campeonatos adicionales en 1932 y 1934, antes de dejar la conferencia en 1937.   En 1939, el equipo desempeñó un papel clave en la historia de la televisión al participar en el primer partido de fútbol americano televisado: el enfrentamiento entre Waynesburg y Fordham, en el que Bobby Brooks de Waynesburg anotó el primer touchdown televisado de la historia.  El programa se reanudó nuevamente después de la Segunda Guerra Mundial, en 1946, y continuó creciendo, uniéndose a la Conferencia de West Penn de la NAIA en 1958. La década de 1960 marcó una era de éxito, destacándose la temporada perfecta de 11-0 en 1966, que culminó con un Campeonato Nacional de la NAIA bajo la dirección del entrenador en jefe Carl DePasqua.

### 1960 - 1980
Waynesburg vivió una etapa de éxito sin precedentes durante las décadas de 1960 y 1970, teniendo como punto culminante la temporada de fútbol americano de 1966 en la NAIA. Aquella campaña histórica culminó en el NAIA Championship Bowl de 1966, disputado en Tulsa, Oklahoma .  Waynesburg se consagró campeón nacional al derrotar a Whitewater State por 42-21, obteniendo así su primer título nacional de la NAIA.

### 1980 - 2000
Durante las décadas de 1980 y 1990, Waynesburg alcanzó varios hitos importantes, incluida su victoria número 300 en 1983. El equipo de ese año contó con el corredor All-American de la NAIA Otto Birkhead, el MVP del equipo Kevin Jozwiakowski y el veterano back defensivo Steven Burchianti, a quien el Indiana Inquirer describió como "el mejor del grupo".   La victoria más destacada de aquella temporada fue el triunfo por 23-6 sobre los Duquesne Dukes, impulsado por la sobresaliente actuación de Burchianti, quien sumó una recuperación de balón suelto y dos intercepciones.
El equipo se unió a la Conferencia Atlética de Presidentes (PAC) de la División III de la NCAA en 1990 y consiguió su primer campeonato de conferencia en 1998. A finales de esa década, se llevaron a cabo importantes mejoras en las instalaciones, incluida la construcción de un nuevo pabellón deportivo en honor a Frank N. Wolf y del estadio John F. "Jack" Wiley, con capacidad para 4.000 espectadores.
A principios de la década de 2000, el programa vivió una etapa de actuaciones récord, con el mariscal de campo Jeff Dumm estableciendo varias marcas escolares y guiando al equipo a su primera aparición en los Playoffs de la División III de la NCAA en 2003. Los años siguientes estuvieron marcados por más participaciones en postemporada y logros individuales, entre ellos el récord de yardas por tierra para un jugador de primer año en la NCAA, conseguido por el corredor Robert Heller, y el récord de capturas en la división, logrado por el ala defensivMike Czerwien.

## Campeonatos Nacionales
| NAIA | 1966 | Whitewater State | 42–21 |